# 元朗十八鄉天后寶誕會景巡遊

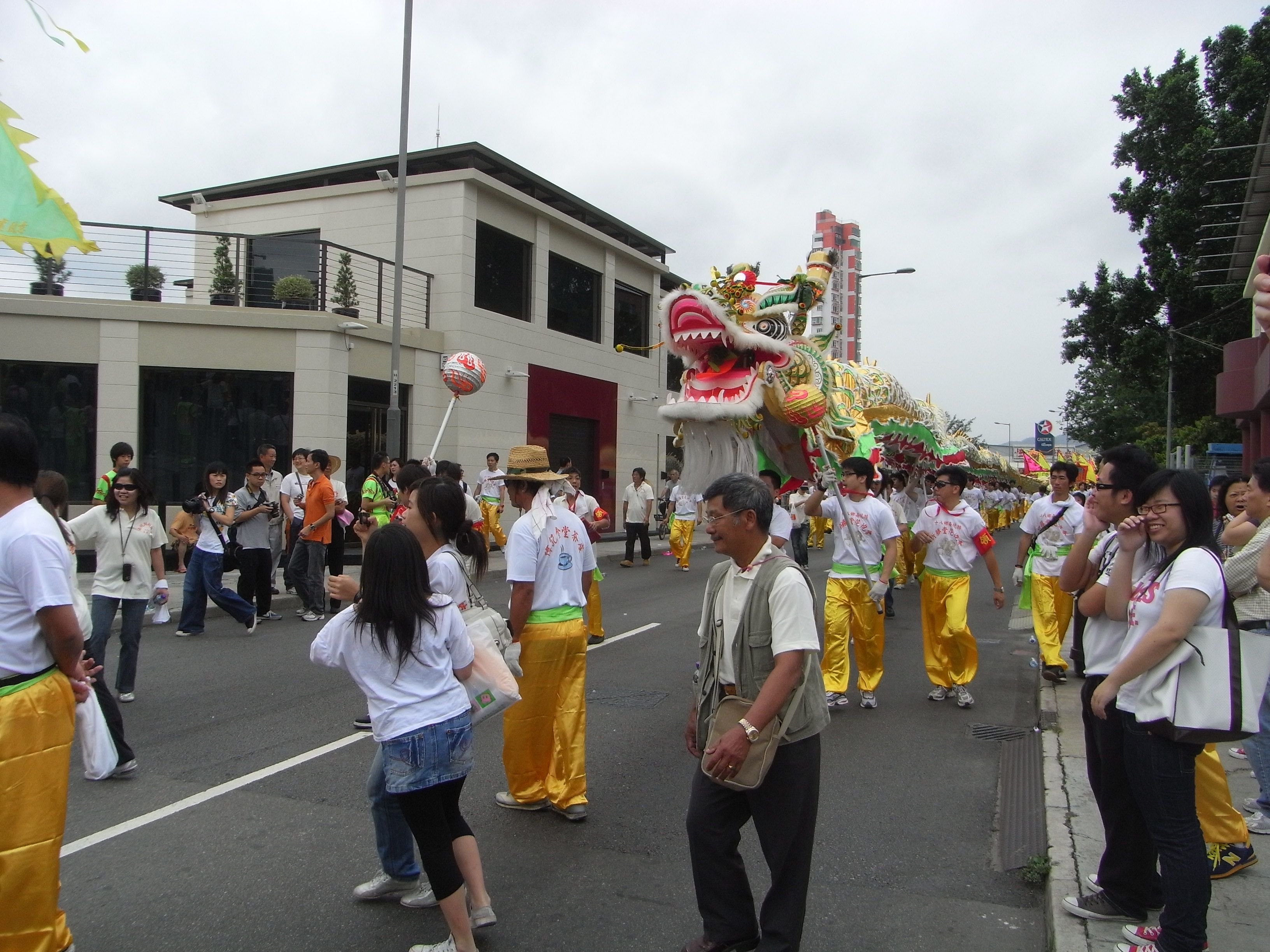
水蕉新村花炮會經大棠路前往巡遊起點

元朗十八鄉天后寶誕會景巡遊（英語：Yuen Long Tin Hau Festival Procession），是香港元朗十八鄉一項天后誕慶祝活動，於每年農曆三月廿三日舉行，由元朗十八鄉暨各花炮會慶祝天后寶誕委員會主辦。
會景巡遊自1963年起正式舉辦至今，是元朗最重要的傳統節慶活動之一。元朗十八鄉各村的花炮會動員老幼村民在元朗市中心巡遊，很多元朗居民會聚集在巡遊路線兩旁觀賞盛況。作為新界以至香港最大型的天后誕活動之一，每年吸引不少香港市區居民和外國旅客專程慕名前來元朗市中心參觀。2021年，香港天后誕被列入國家級非物質文化遺產代表性項目。

## 歷史
大樹下天后廟是位於新界元朗區十八鄉瓦窰頭的一所天后廟，主祀天后。廟內的石碑可追溯至清朝乾隆五十一年（1786年）。天后廟原由元朗蜑家漁民建立，後來發展成為十八鄉各村的議政和文化中心。

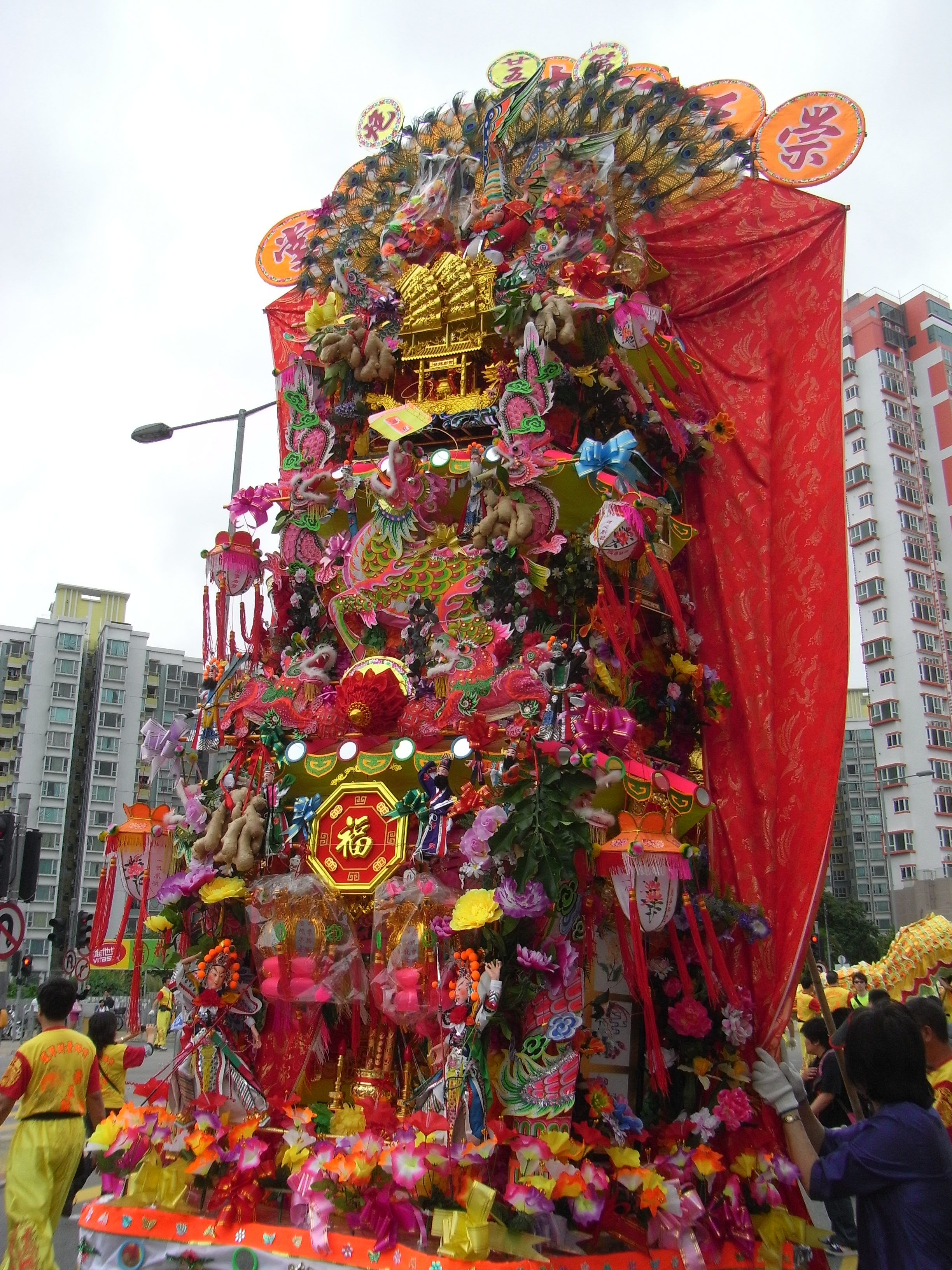
崇正新村第五炮花炮

早在會景巡遊正式舉辦以前，十八鄉各村一直按習俗自發進行天后誕慶祝活動，當中包括已於香港日治時期終止、每隔三年公演神功戲酬神的活動。每年的農曆三月廿三日凌晨，各花炮會和村民會從元朗墟帶同祭品巡遊到大樹下，爭先湧進天后廟上香，去年奪得花炮的花炮會歸還花炮，隨即進行「搶花炮」儀式。「搶花炮」是指把標有花炮順序的竹枝載入火炮內燃放到上空，各花炮會就會搶奪代表丁財兩旺的第三號花炮。
1949年十八鄉鄉公所成立後，全體村代表通過以「抽花炮」取代過去的「搶花炮」儀式，避免衝突和不愉快場面。大會於1959年起引入巡遊次序，避免各花炮會為趕上香爭路而發生衝突的混亂情況。1961年，在元朗市中心聚集圍觀遊行的人群已達五萬人，旅店訂房爆滿。
為進一步減低對交通的影響及管理秩序，1963年，時任元朗理民官鍾逸傑與十八鄉鄉事委員會商討後，雙方決定改以官民合辦模式舉行天后誕慶祝活動，政府官員會作為主禮嘉賓參加，由警方管制人流，於元朗市中心劃定新巡遊路線，新安排更便利來自港九、海外的遊人，自此成為香港一項大型慶典活動。會景巡遊正式舉辦後，起終點都曾經變更。曾作為起點的地方有元朗官立小學、屏山思源別墅；曾作為終點的地方有元朗商會小學。巡遊原經元朗大馬路、體育路、教育路、大棠路和大樹下東路，為避免影響交通，後來改為不經大馬路。第一年會景巡遊吸引約十萬人觀看，但進入千禧年代，遊人人數已降至約一萬人。
由於2019冠狀病毒病香港疫情，2020至2022年的會景巡遊暫時停辦，僅保留於天后廟內舉行的儀式。

## 慶典習俗

### 花炮會準備

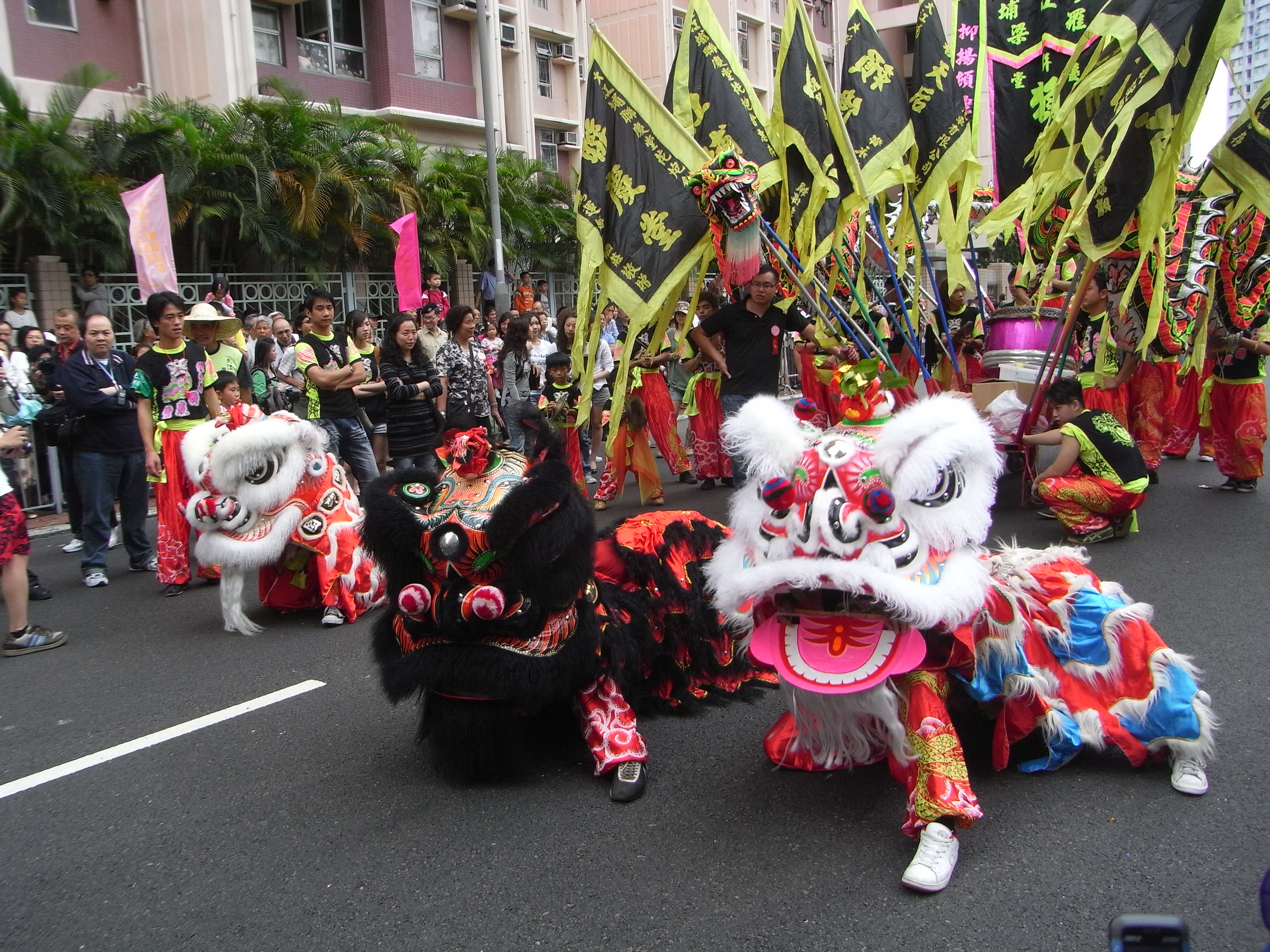
大江埔村於鳳庭苑外舞獅

天后誕慶祝活動以花炮會為單位，這些花炮會由十八鄉各村、元朗的工商居民組織和各地同鄉會成立，他們的舞龍和醒獅隊會在天后誕前數月開始訓練，舞大龍需要出動百多人。傳統上，舞龍舞獅由村內男丁負責，但現時活動已開放給男女老少參與。另外，還需紮作花炮、裁製天后紙衣和佈置花牌等。金龍支架由竹枝、藤枝和篾仔紮成，龍首、龍尾用紙、綢和絹紮成，龍裙以綢絹等布料製成，龍皮釘上立體的金色鱗片。

### 農曆三月廿二日
晚上，各花炮會將新造花炮放在廟內及還神。子時，各村村代表在天后廟內上頭注香和拜神，進行喊禮、讀祝神等儀式，酬謝神恩。

### 會景巡遊（農曆三月廿三日）
天后誕正日早上9時，各花炮會與其他表演團體於雞地巴士總站（元朗（鳳翔路）巴士總站）集合，10時正起行。表演團體會順序出發，由去年抽得第三炮的花炮會帶領。在花炮車引領下，花炮會成員時而停低在路上舞龍、舞獅和舞麒麟，伴隨中國傳統樂器、西方銀樂隊演奏、有特技表演大雜燴，有村民扮演不同經典裡的角色，例如西遊記、仙女、觀音等，載歌載舞。舞龍時會低頭讓兩旁觀眾觸摸，象徵吉利的意思。不少熱心居民會預早幾小時在巡遊的中心路段教育路兩旁霸佔位置等候。巡遊開始後，行人路都被擠得水泄不通，車輛和行人會被禁止通行，位於附近的學校會放假一天。

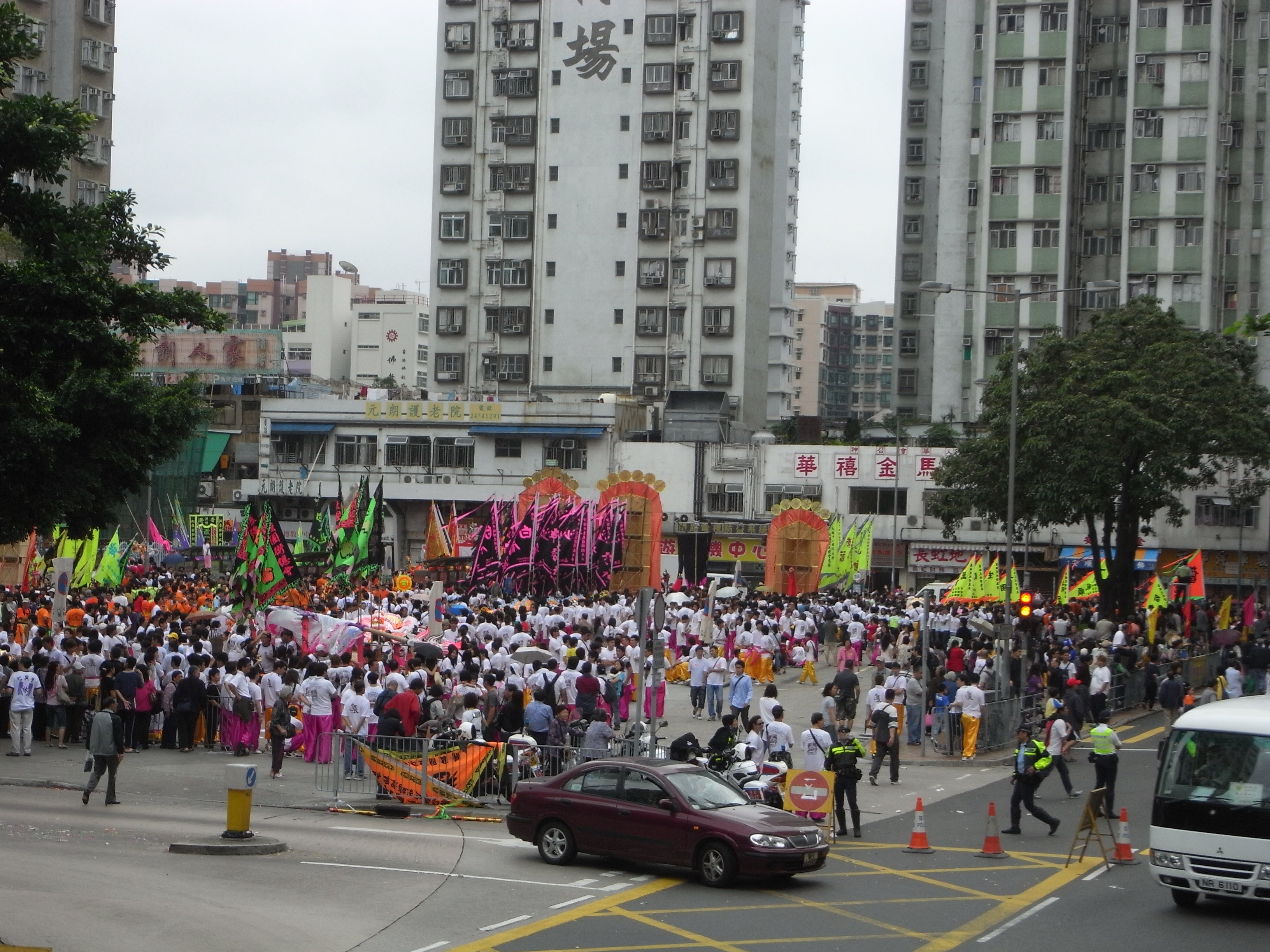
各村花炮會於雞地集合

巡遊路線：鳳琴街、合益路、大棠路、教育路、體育路、元朗大球場（匯演）、馬田路、大樹下東路、大樹下天后廟（酬神）

### 抽花炮
下午巡遊結束後，龍獅隊會前往天后廟廟前再作表演，放炮仗，然後歸還花炮，參神上香。之後用神輿請出天后娘娘廣場涼亭，燃放花炮後舉行抽花炮儀式。花炮共設30座，是一座設有天后神位的大型神鑾。沒有抽到花炮的花炮會可向抽到多過一個花炮的花炮會用利是交換花炮。第一炮象徵「丁旺」，第二炮象徵「財旺」，而第三炮寓意「丁財兩旺」，被認為最好意頭的一炮，最受村民歡迎。中炮者來年巡遊中會隆重其事，做最高的花炮帶頭出發舞動金龍。

### 盆菜晚宴
晚上，龍獅隊回村或到酒樓與村民和親友平分祭品和吃盆菜慶祝，有部份村落會舉行花炮福物競投，收入用於為次年慶祝活動的經費。

## 參與團體
| 十八鄉和其他鄉各村： - 南邊圍福德堂 - 西邊圍聯慶堂 - 英龍圍仁義堂 - 大圍村花炮會 - 舊墟花炮會 - 山貝村林仁興堂 - 涌口村花炮會 - 瓦窰頭村福勝堂 - 塘頭埔村宏仁堂 - 東成里玉皇觀音樓 - 楊屋村花炮會 - 下攸田村福慶堂 - 港頭村花炮會 | - 馬田村尚武堂 - 馬田壆花炮會 - 田寮村四慶堂 - 深涌村同慶堂 - 木橋頭花炮會 - 白沙村五奎堂 - 大旗嶺聯福堂 - 崇正新村三喜堂 - 崇正新村合德堂 - 南坑排新勝堂 - 南坑村花炮會 - 紅棗田村積善堂 - 水蕉老圍曾亮生堂 - 水蕉老圍合慶堂 - 水蕉新村福慶堂 - 黃泥墩花炮會 - 大棠村青年團 | - 沙埔村花炮會 - 逢吉鄉花炮會 - 大江埔聯慶堂 - 天德堂花炮會 - 八鄉錦上路福德堂 - 厦村鄉東頭三村蕭醮興龍獅會 - 天水圍何城花炮會 |

元朗工商居民組織：

| - 新界工商業總會：飄色巡遊，表演民族花鼓舞 - 香港工商總會元朗分會 - 十八鄉區居民協會 - 元朗鮮魚行花炮會 - 元朗菜農花炮會：表演農家舞，只會帶「副炮」，與世無爭不會搶炮。 - 元朗小商會 - 元朗秀麗廠 - 王淦波健身學院 - 李牛國術健身院 - 梁少帆健身學院 | - 南北少林梁冠華國術龍獅麒麟總會 - 潘炳坤國術體育會 - 港九機車工會花炮會 - 合意花炮會 - 合和花炮會 - 合順花炮會 - 合得來花炮會 - 合成堂花炮會 - 誠意花炮會 - 永合棧 - 祐和堂冠誠花炮會 - 雞地街坊花炮會 |

各地同鄉會、管樂團：
- 元朗潮僑花炮會：扮演水滸傳一百零八條好漢，表演英歌舞。
- 新界海陸豐花炮會
- 東莞同鄉會元朗分會
- 文正氣堂
- 元朗區表演團體
- 香港少青步操管樂團
- 歐陽顯威步操樂隊聯盟
- 張煊昌中學

## 外部連結
- 天后寶誕巡遊 - 元朗網站 （页面存档备份，存于）
- 元朗十八鄉天后寶誕會景巡遊 - 香港旅遊發展局
- 元朗天后誕巡遊 （页面存档备份，存于）
- 大紀元時報 - 元朗十八鄉天后誕會景巡遊 （页面存档备份，存于）
- 元朗總動員 全為天后誕 （页面存档备份，存于）
- 跑遊元朗 - 天后誕 （页面存档备份，存于）
- 香港記憶 - 元朗十八鄉天后誕